# Smorodszczyna
Smorodszczyna (ukr. Смородщина) – wieś na Ukrainie, w obwodzie połtawskim, w rejonie połtawskim, w hromadzie Czutowe. W 2001 liczyła 509 mieszkańców, spośród których 484 wskazało jako ojczysty język ukraiński, 23 rosyjski, a 2 mołdawski.